# Aeropuerto de Naga
El Aeropuerto de Naga (en tagalo: Paliparan ng Naga; en bikol: Palayogan nin Naga) (IATA: WNP, ICAO: RPUN) es un aeropuerto que sirve la ciudad y el área metropolitana de Naga, situada en la provincia de Camarines Sur en Filipinas. Aunque el aeropuerto lleva el nombre de Naga, en realidad está ubicado en la capital provincial, Pili.
El aeropuerto está clasificado como Aeropuerto Clase 1 (principal doméstico) por la Autoridad de Aviación Civil de Filipinas, un organismo del Departamento de Transportes y Comunicaciones que se encarga de las operaciones, no sólo de este aeropuerto, sino también de todos los demás aeropuertos de Filipinas , excepto los principales aeropuertos internacionales .
El 15 de diciembre de 1993, un avión de la Fuerza Aérea filipina Hércules C- 130H  se estrelló en el monte Manase, en el Barangay de Tanag, Libmanan, Camarines Sur, cuando ya se acercaba al aeropuerto de Naga. El avión estaba en una misión de ayuda por un tifón. Las muertes totales fueron 30  incluyendo 6 miembros de la tripulación.
El 24 de junio de 1996, otro avión Air Philippines YS- 11 golpeó una unidad en el aeropuerto. El avión se incendió. No hubo muertes entre los 34 ocupantes de la aeronave.